# آرامگاه کمال الدین بهزاد (دهنگ)
آرامگاه کمال الدین بهزاد  یک بنای تاریخی مربوط به دوره صفویه-قاجاریه است و در روستای دهنگ، بخش مرکزی، شهرستان بستک، استان هرمزگان واقع شده‌است. این اثر در تاریخ ۱۷ خرداد ۱۳۸۵ با شمارهٔ ثبت ۱۵۳۹۵ به‌عنوان یکی از آثار ملی ایران به ثبت رسیده‌است.